# Malá Smrekovica
Malá Smrekovica (1485 m n. m.) je hora ve Velké Fatře na Slovensku. Nachází se v Liptovské větvi hlavního hřebene. Na jihu sousedí s bezejmenným vrcholem 1368 m, za nímž se nachází vrchol Skalná Alpa (1463 m). Na severu pokračuje hřeben přes několik nevýrazných vrcholů do Nižného Šiprúnskeho sedla (1327 m). Východním směrem vybíhá z vrcholu poměrně krátká rozsocha (je zde kóta 1368 m) sevřená mezi údolí Vyšné a Nižné Matejkovo a sklánějící se do údolí Revúce. Další rozsocha vybíhající západním směrem je vymezena Blatnou dolinou a údolím potoka Čierňava a směřuje přes vrcholy Rumbáre (1278 m) a Perušín (1281 m) do Ľubochnianske doliny. Masív Malé Smrekovice je zalesněn a neposkytuje žádné výhledy. Významná část hory je chráněna v rámci Národní přírodní rezervace Jánošíkova kolkáreň.

## Přístup
- po zelené  značce od horského hotelu Smrekovica nebo z Nižného Šiprúnskeho sedla (značka prochází kousek pod vrcholem)